# Хильдегарда из Винцгау
Хильдегарда из Винцгау (лат. Hildegarda, фр. Hildegarde de Vintzgau, 758 — 30 апреля 783, Тьонвиль, Франция) — жена Карла Великого, дочь графа Герольда I из Винцгау из рода Удальрихингов и Эммы Алеманнской, которая была дочерью знатного алеманна Хнаби.

## Биография

### Королева франков
В 771 году Хильдегарда стала женой Карла Великого, который перед этим развёлся с предыдущей женой — Дезидератой. Хильдегарда часто сопровождала мужа в его походах. Так в 773 и 774 годах она участвовала в походе на лангобардов. Во время этой поездки — во время осады Павии — родилась дочь Аделаида (Адель).
Хильдегарда дружила с аббатисой Бишофсхайма Лиобой, а также покровительствовала различным монастырям, в особенности — Райхенау и аббатству Кемптен; согласно легенде она считается основательницей последнего. Этому аббатству она передала в дар мощи святых Гордиана и Эпимаха.
Хильдегарда умерла 30 апреля 783 года после рождения дочери, которая умерла вскоре после неё. Похоронили Хильдегарду в церкви Святого Арнульфа в Меце. Эпитафия на надгробном камне, написанная Павлом Диаконом, дошла до нашего времени в составе его сочинения «Деяния мецких епископов».
Сохранился украшенный миниатюрами молитвенник Хильдегарды, подаренный ей незадолго до смерти монахом Годескальком.

### Семья
Существуют некоторые разногласия в источниках по поводу того, которой по счёту женой Карла Великого была Хильдегарда. Одни историки считают её второй женой, другие полагают, что Химильтруда, которую Эйнхард называет любовницей Карла, была его законной женой и, таким образом, Хильдегарда является третьей женой.
Муж: с 771 года (до 30 апреля) Карл Великий (2 апреля 747 — 28 января 814), король франков с 768 года, император Запада с 800 года. Дети:
- Карл Юный (772/773 — 4 декабря 811)
- Аделаида (сентябрь 773/июнь 774 — июль/август 774)
- Ротруда (ок. 775 — 6 июня 810)
- Пипин (777 — 8 июля 810), при рождении получил имя Карломан
- Людовик I Благочестивый (август/сентябрь 778 — 20 июня 840[6])
- Лотарь (август/сентябрь 778 — 6 апреля 779)
- Берта (779/780 — 11 марта 824 или позже)
- Гизела (781 до мая — 808)
- Хильдегарда (март/апрель 783 — 1/8 июня 783)